# ラド・スヒシュヴィリ
ウラジーミル・“ラド”・パヴロヴィチ・スヒシュヴィリ（ロシア語: Владимир (Ладо) Павлович Сухишвили、1888年 - 1937年7月13日）、民族名ヴラディメル・“ラド”・パヴレス・ゼ・スヒシュヴィリ（グルジア語: ვლადიმერ (ლადო) პავლეს ძე სუხიშვილი）は、グルジア人のボリシェヴィキ。

## 生涯
1888年、ロシア帝国チフリス県マムコダに生まれ、1904年にロシア社会民主労働党に入党した。1919年にはボリシェヴィキ・チフリス委員会書記、1923年2月7日から1928年2月10日まではチフリス市ソビエト執行委議長、同年9月29日から1930年5月28日まではグルジア共産党中央委書記、1928年から1931年10月13日までは中央委局および幹部会メンバー、1930年まではチフリス管区委責任書記、同年6月6日から11月20日までは中央委第三書記、同日から翌1931年9月12日までは中央委第二書記、1931年1月から9月までグルジア社会主義ソビエト共和国人民委員会議議長を務めた。
全グルジア中央執行委、ザカフカース社会主義連邦ソビエト共和国中央執行委、そしてソビエト連邦中央執行委のメンバーでもあったが、国家保険部に勤めていた1937年5月6日に逮捕され、7月13日にトビリシで銃殺された。その後、名誉回復がなされた。